# La Théorie du grain de sable
La Théorie du grain de sable est l'un des albums de bandes dessinées des Cités obscures, rédigé par Benoît Peeters et dessiné par François Schuiten, dont deux tomes parurent en 2007 et 2008.
Les deux tomes sont en noir et blanc, au format à l'italienne, et comportent une jaquette.

## Synopsis
L'histoire se passe dans la ville de Brüsel, où, après la venue d'un étrange homme, en provenance d'une région lointaine, les habitants constatent une succession de phénomènes étranges, évoluant de manière exponentielle. Dans ces albums, on reconnait Constant Abeels, personnage précédemment rencontré dans l'album Brüsel, et Mary Von Rathen, l'héroïne de L'Enfant penchée.

### Documentation
- Éric Adam, « La Théorie du grain de sable : le retour de Mary », dBD, no 17,‎ octobre 2007, p. 26.
- Benoît Peeters (interviewé) et Frédéric Bosser, « Peeters, sables émouvants », dBD, no 16,‎ septembre 2007, p. 84-89.